# Idioma kija
Kija (escrito de diversas formas gija, Kitja, Gidja) es una lengua aborigen australiana hablada hoy por unas 200 personas, la mayoría de las cuales vive en la región desde Halls Creek hasta Kununurra y al oeste hasta las estaciones Lansdowne y Tableland en Australia Occidental. Es miembro de la familia lingüística jarrakanas, una familia no pama-nyungan en East Kimberley. La mina de diamantes Argyle, en la esquina suroeste del lago Argyle, está en los límites del país de Gija y Miriwoong. El Parque Nacional Bungle Bungle Purnululu (pronunciado como 'Boornoolooloo') se encuentra principalmente en el país de Gija.
Kuluwarrang y Walgi pueden haber sido dialectos.

## Fonológia

### Consonantes
|              | Periférica | Periférica | Laminar   | Laminar    | Apical      | Apical |
| Labiales     | Velares    | Dentales   | Palatales | Alveolares | Retroflejas |        |
| ------------ | ---------- | ---------- | --------- | ---------- | ----------- | ------ |
| Oclusivas    | p          | k          | t̪         | c          | t           | ʈ      |
| Nasales      | m          | ŋ          | n̪         | ɲ          | n           | ɳ      |
| Laterales    |            |            |           | ʎ          | l           | ɭ      |
| Róticas      |            |            |           |            | r           | ɻ      |
| Aproximantes | w          | w          |           | j          |             |        |

- Las oclusivas sordas /p, k, t̪, c, t, ʈ/ pueden tener alófonos sonoros [b, ɡ, d̪, ɟ, d, ɖ] cuando están en posiciones intervocálicas o cuando siguen consonantes nasales o líquidas. También se pueden escuchar como inéditas cuando están en la posición final de la palabra.
- /p, k/ también se puede escuchar como fricativas [β, ɣ] en posiciones intervocálicas o después de consonantes líquidas.
- /t̪/ puede escucharse libremente como una africada [t̪θ] cuando está en posiciones iniciales, y también puede escucharse como sonidos fricativos sonoros [ð] o africados [d̪ð] cuando está en posiciones intervocálicas.
- /t, ʈ/ se puede escuchar como sonidos de vibración [ɾ, ɽ] cuando se encuentran en posiciones intervocálicas.
- /r/ puede tener un sonido de vibrante sonoro [ɾ] cuando está en posiciones intervocálicas. En posiciones finales de palabra, tiene un alófono de Vibrantes múltiples sorda [r̥].

### Vocales
|          | Anteriores | Centrales | Posteriores |
| -------- | ---------- | --------- | ----------- |
| Cerradas | i          | ɨ         | u           |
| Abiertas |            | a aː      |             |

| Fonema | Alófonos           |
| ------ | ------------------ |
| /i/    | [i], [ɪ]           |
| /ɨ/    | [ɨ], [ɯ]           |
| /u/    | [u], [ʊ]           |
| /a/    | [ä], [e], [ʌ], [ɔ] |